# Gromada Brzezie nad Odrą
Die Gromada Brzezie nad Odrą war eine Verwaltungseinheit in der Volksrepublik Polen zwischen 1954 und 1972. Verwaltet wurde die Gromada vom Gromadzka Rada Narodowa, dessen Sitz sich in Brzezie nad Odrą (heute Brzezie (Racibórz)) befand und aus 23 Mitgliedern bestand.
Die Gromada Brzezie nad Odrą gehörte zum Powiat Rybnicki in der Woiwodschaft Katowice (damals Stalinogród) und bestand aus der Gromada Brzezie nad Odrą aus der aufgelösten Gmina Pogrzebień.
Die Gromada Brzezie nad Odrą bestand bis zum 31. Dezember 1972.

## Anmerkung
1. ↑  Gromadas bestanden auch nach dem Zweiten Weltkrieg als Hilfseinheit der Gemeinden.